# Knaftenmasten

Knaftenmasten är en 326 meter hög radio- och TV-mast belägen söder om Lycksele på Rålidberget i Lappland. Masten drivs och underhålls av statliga Teracom.
Knaftenmasten skadades svårt i en brand i januari 2006. Vittnen kunde se hur det brann med öppen låga högst upp i toppspiran på masten. När räddningstjänsten kom fram hade branden slocknat av sig självt. Branden slog ut TV- och FM-sändningarna som täcker området innanför Burträsk, Hällnäs, Åsele och uppåt Storumans kommun. Även digital-TV-sändningarna slogs ut. Reparationerna av masten kom igång under hösten 2007. Under tiden sattes en provisorisk mast upp. De så kallade slavsändarna till Knaftenmasten förstärktes under reparationsperioden för att säkerställa täckning inom TV- och radionätet i området. Orsaken till branden är okänd. Masten har tidigare eldhärjats.
Masten är en av fem lika höga master:
- Gävlemasten i Gävle
- Billingenmasten i Skövde
- Prästfäbobergetmasten i Skellefteå
- Storumanmasten i Storumans kommun